# Caltignaga
Caltignaga är en ort och kommun i provinsen Novara i regionen Piemonte i Italien. Kommunen hade 2 517 invånare (2018).